# Nina Ferdinandowna Agadschanowa-Schutko
Nina Ferdinandowna Agadschanowa-Schutko, geboren Nune Ferdinandowna Agadschanjan, (russisch Нина Фердинандовна Агаджанова-Шутко, урожд. Нунэ Фердинандовна Агаджанян; * 27. Oktoberjul. / 8. November 1889greg. in Jekaterinodar; † 14. Dezember 1974) war eine russische bzw. sowjetische Revolutionärin, Drehbuchautorin, Regisseurin und Hochschullehrerin.

## Leben
Agadschanowas Vater war ein armenischer Kaufmann, der während der Verfolgungen 1877–1878 aus der Türkei in das Kuban-Gebiet geflüchtet war. Nach dem Besuch des Jekaterinodarer Mädchengymnasiums studierte sie an den Pädagogik-Kursen in Jekaterinodar und dann in Moskau an den Pädagogik-Kursen in der Historisch-Pädagogischen-Fakultät.
Seit 1907 war Agadschanowa Mitglied der Sozialdemokratischen Arbeiterpartei Russlands (RSDRP). Von 1911 bis 1916 erlebte sie Verhaftungen und  Verbannungen wegen revolutionärer Tätigkeit. 1914 wurde sie verantwortliche Sekretärin der RSDRP-Wochenzeitschrift Rabotniza (Die Arbeiterin).
Nach der Februarrevolution 1917 wurde Agadschanowa Mitglied des Petrograder und des Wyborger Parteikomitees sowie Delegierte des Wyborger Rajons im Petrograder Sowjet. Zusammen mit Marija Wydrina beteiligte sie sich an der Organisation von Streiks und Demonstrationen der Metallarbeiter und Straßenbahner. Sie nahm an der Besetzung des Kresty-Gefängnisses teil. Sie traf Wladimir Iljitsch Lenin bei seiner Ankunft am Finnländischen Bahnhof und überreichte ihm mit den Delegierten des Wyborger Rajonparteikomitees das Parteibuch. Im Juli 1917 beteiligte sie sich an der Arbeit der II. Petrograder Konferenz der Bolschewiki.
Nach der Oktoberrevolution verwaltete Agadschanowa Angelegenheiten des Volkskommissariats für Arbeit. Im Bürgerkrieg war sie 1918 und 1919 hinter der weißen Armee in Noworossijsk und Rostow am Don im Untergrund tätig. 1920 war sie verantwortliche Sekretärin des Weißrussischen Militärrevolutionskomiitees.
Im Hinblick auf den 20. Jahrestag der ersten russischen Revolution 1905 erhielt Sergei Eisenstein vom Allrussischen Zentralen Exekutivkomitee (WZIK) den Auftrag für einen Film über das Jahr 1905. Er schlug Agadschanowa vor, das Drehbuch zu schreiben, was sie gerne annahm. Aus der Geschichte des Einheitslinienschiffs Knjas Potjomkin Tawritscheski schuf sie ein eigenständiges Drehbuch, nach dem Eisenstein 1925 für die Goskino-Behörde den Film Panzerkreuzer Potemkin herstellte.
Mit Lew Kuleschow war Agadschanowa 1929 Regisseurin des Films Dwa-Buldi-Dwa über einen Zirkus im Bürgerkrieg der Meschrabpom-Filmgesellschaft. Mit Alexander Lasebnikow und Michail Krasnostawski verfasste sie 1931 das Drehbuch für den Film Der Deserteur, den der Regisseur Wsewolod Pudowkin für Meschrabpom 1933 anfertigte.
Agadschanowa war Beraterin der sowjetischen Botschaft in Prag und in den Jahren 1934 bis 1938 in Riga.
Nach dem Deutsch-Sowjetischen Krieg lehrte Agadschanowa von 1945 bis 1952 in der Drehbuch-Werkstatt des Moskauer Allrussischen Staatlichen Instituts für Kinematographie (WGIK) mit Ernennung zur Dozentin 1949.
Agadschanowa war mit dem Revolutionär Kirill Schutko verheiratet. Er übte Partei- und Staatsämter aus und war mit dem Maler Kasimir Malewitsch befreundet. Während des Großen Terrors wurde Schutko 1938 vom NKWD verhaftet, wegen konterrevolutionärer Tätigkeit zu acht Jahren Lagerhaft verurteilt und vermutlich 1941 erschossen.

## Ehrungen, Preise
- Ehrenzeichen der Sowjetunion (1950)[4]
- Orden des Roten Banners der Arbeit (1956)[4]